# Gropa

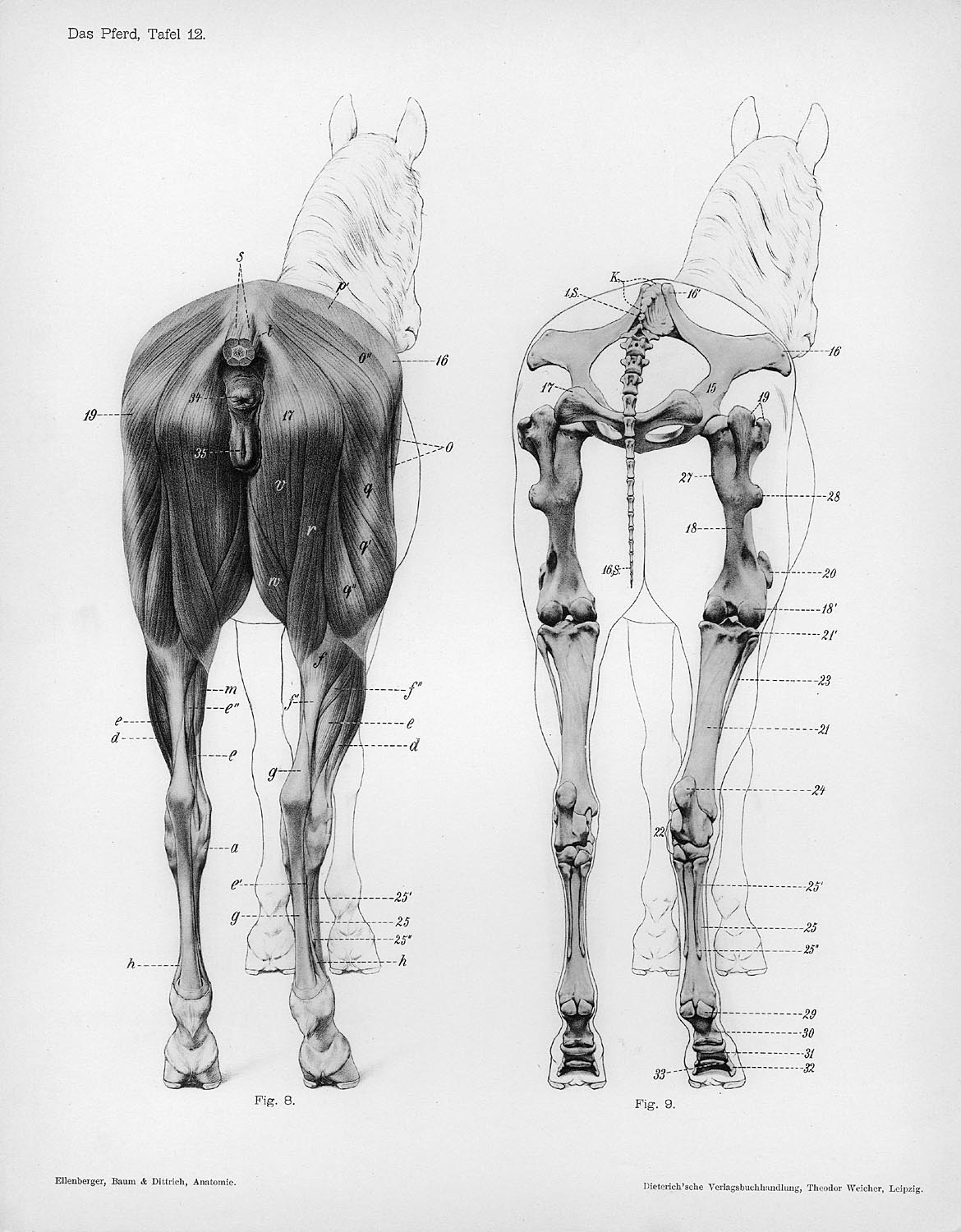
Anatomia de la part posterior d'un cavall. Musculatura (esquerre) i esquelet (dreta)

La gropa, en la morfologia externa d'un animal, és la part posterior al llom que és anterior a la cua. Anatòmicament, la gropa correspon al sacre.
El naixement de la cua és el seu començament, on la cua s'uneix a la gropa. També rep el nom de base o arrel de la cua, i en els humans correspon a la símfisi sacrococcígea. En alguns mamífers la cua està formada per ossos, muscles, pell i el pelatge (format per pèls llargs). En les aus, de manera anàloga, la cua està formada per ossos, muscles i pell, substituint els pèls per plomes.
Alguns animals, com els gossos, els gats, les ovelles, els porcs, i els cavalls, de vegades, pateixen l'amputació de la cua en el punt on s'acaba la gropa. Els éssers humans tenen una reminiscència de la cua, el còccix. L'equivalent en humans a l'amputació de la cua és la coccigectomia.

## Ús
Ús varia d'un animal a un altre. Els ocells i el bestiar es diu que tenen carpó. Els gossos es diu que tenen rabada. Els cavalls es diu que tenen gropa (de vegades maluc), cuixa, anca o natges.

## Ocells
En l'anatomia dels ocells, el carpó és part del cos immediatament anterior a la cua. El color del seu plomatge és un tret distintiu àmpliament utilitzat en ornitologia per a distingir les diferents espècies d'aus, i de vegades per distingir mascles de femelles. De manera similar, la silueta de l'aleta és una característica àmpliament utilitzada per la identificació d'espècies, especialment a la natura.

## Gossos
En algunes races és tradicional tallar les cues per on neixen al final de la gropa.

## Cavalls

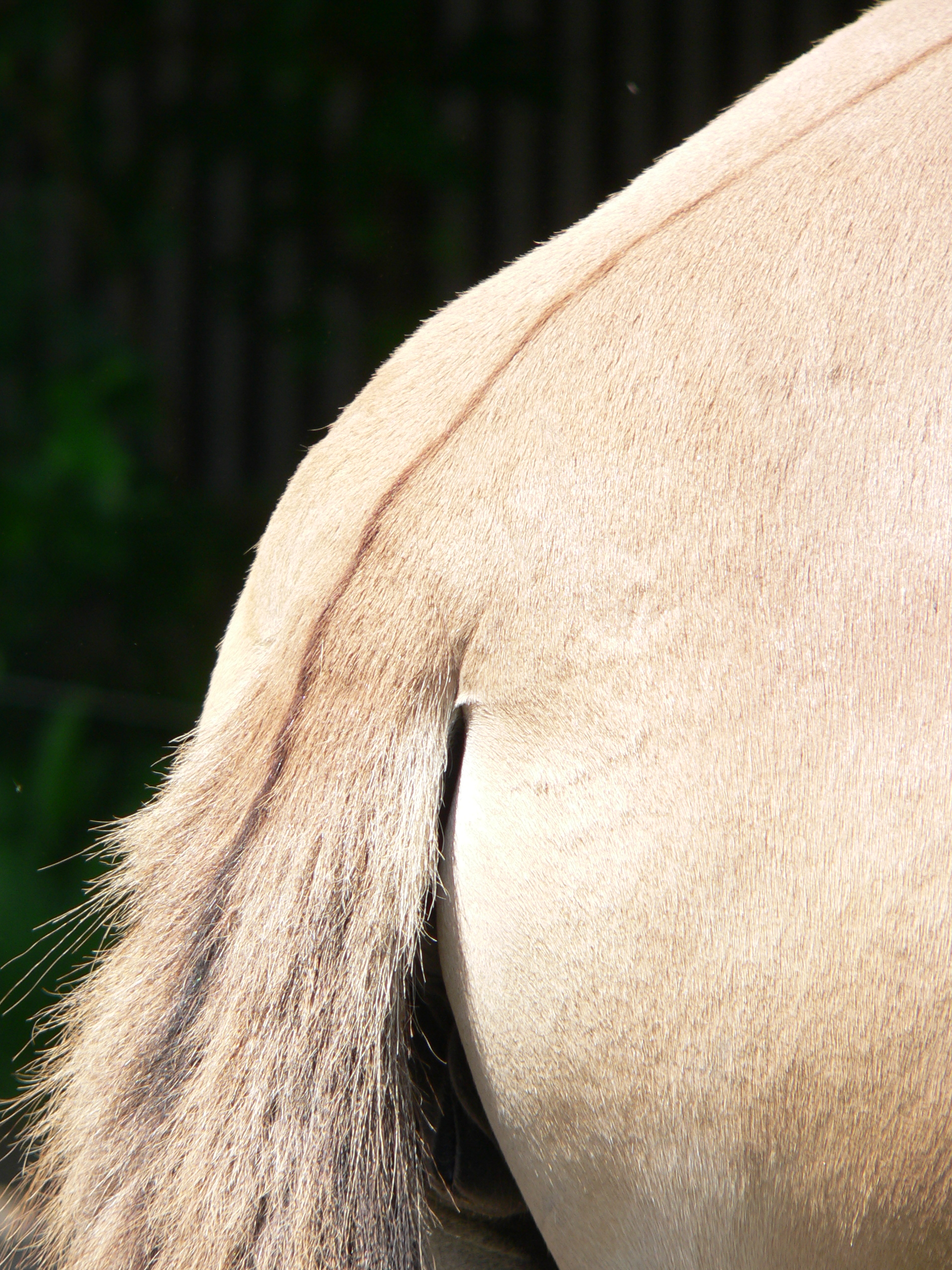
Gropa d'un cavall de Przewalski

En anatomia equina, la gropa es refereix específicament a la part alta dels quarts posteriors del cavall i la musculatura que l'envolta, començant al maluc, estenent-se pel sacre i acabant al naixement de la cua (on comença el còccix). Per sota de la gropa es troba el maluc. Darrere del maluc es troba la natja.
La gropa de cavalls que apareixen en desfilades i altres actes públics, de vegades se la decora amb diversos patrons sobre el pèl que poden ser l'aplicació d'un gel o esprai, o el raspallat en direccions oposades.
Aplicat als cavalls, el terme rabada té dos significats addicionals. El seu significat es pot estendre a la cua sencera excepte el pèl, o simplement al naixement de la cua. En altres èquids, compren gran part de la rabada, així com gran part de la cua que no té pèls llargs. La manca de pèls llargs pot ser natural, com a les zebres, els rucs, i el cavall de Przewalski, o artificial, com a resultat de retallar-ne o afaitar-ne els pèls.

## Galeria

Parts d'un ocell (la gropa correspon a l'etiqueta 10)
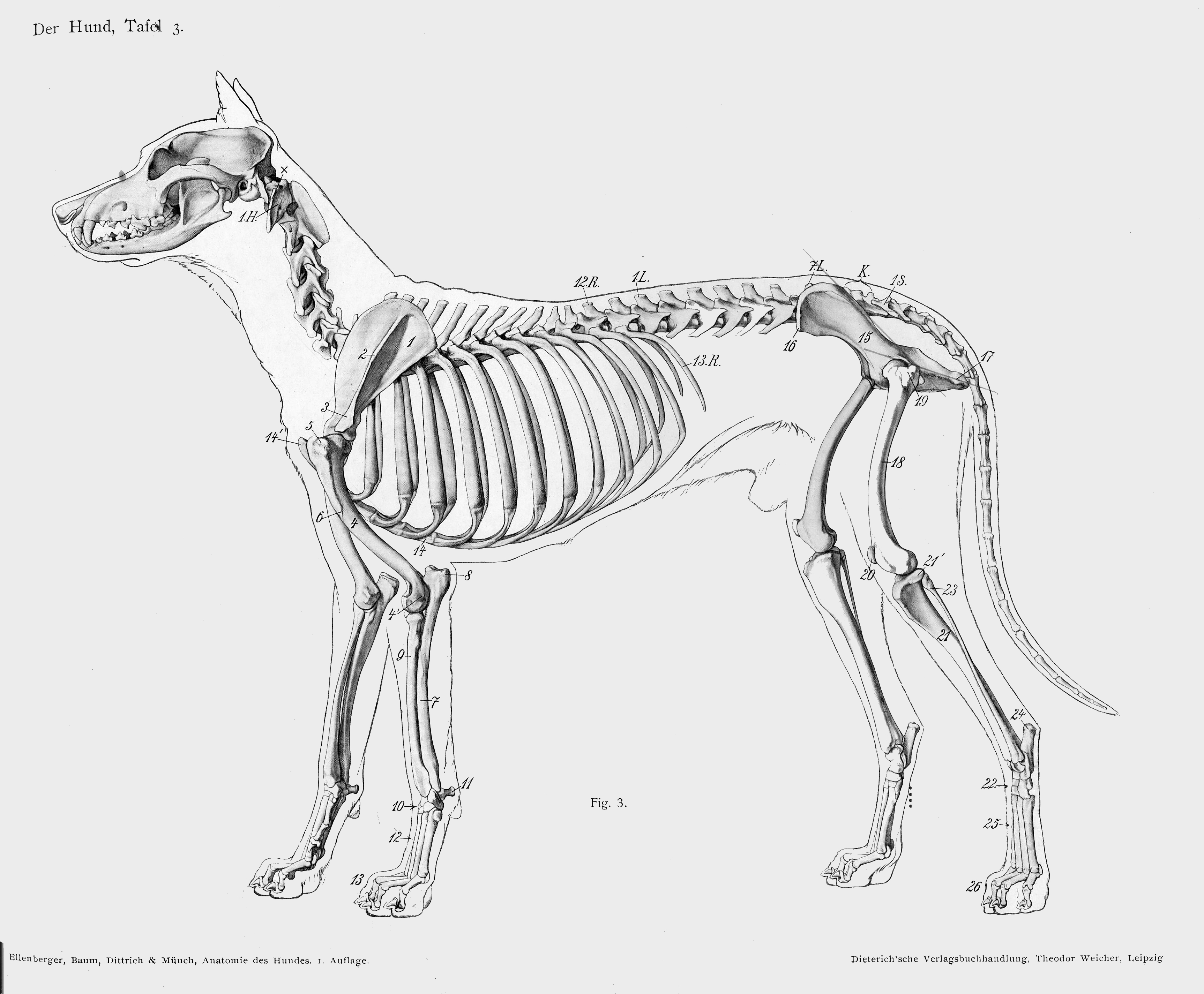
Parts d'un gos (la rabada correspon a l'etiqueta 7L)
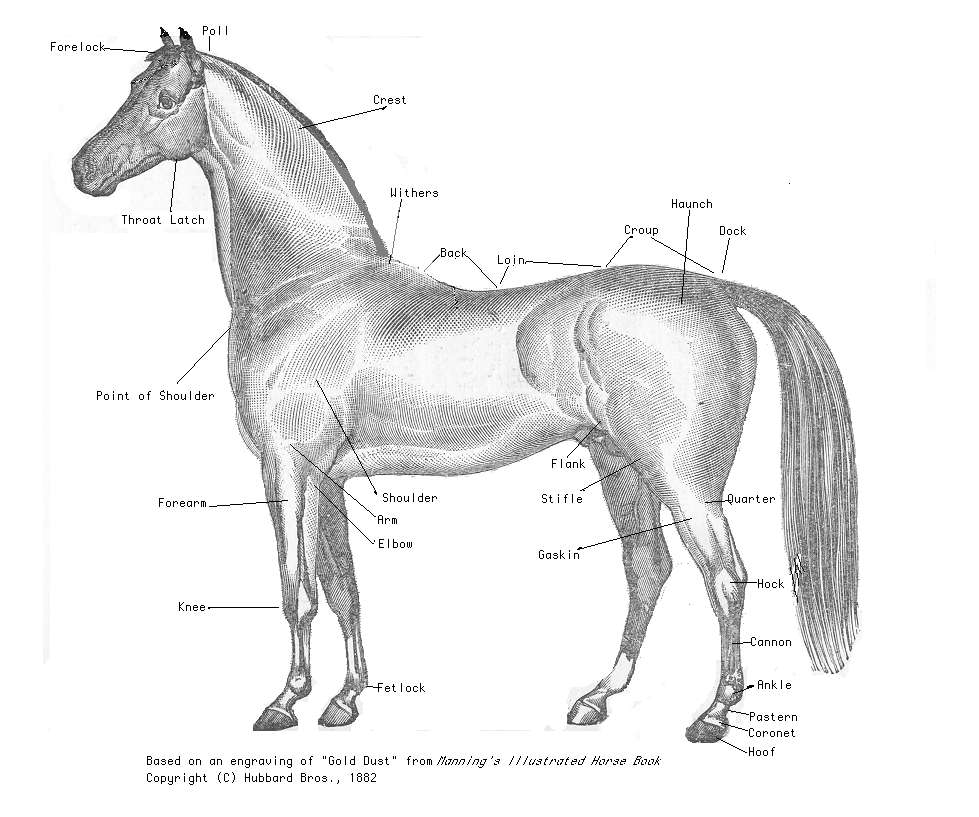
Parts d'un cavall